# Ольшаница (Ивано-Франковская область)
Ольша́ница (укр. Вільшаниця) — село в Тысменицкой городской общине Ивано-Франковского района Ивано-Франковской области Украины.
Население по переписи 2001 года составляло 1752 человека. Занимает площадь 17,99 км². Почтовый индекс — 77440. Телефонный код — 03436.